# 도미닉 호프먼
도미닉 호프먼(Dominic Hoffman)은 미국의 배우, 텔레비전 배우이다.

## 영화
- 서치 (2017년) - 마이클 포터 역
- 필 스펙터 (2013년)
- 멘탈리스트 1 (2008년)
- 레드벨트 (2008년)
- 킹덤 컴 (2001년)
- 파이널 컷 (1997년)
- 오리지널 인텐트 (1992년)
- 서바이벌 퀘스트 (1989년)
- 스쿨 데이즈 (1988년)